# إهرين واتادا
إهرين واتادا (بالإنجليزية: Ehren Watada)‏ (و. 1978  م) هو ضابط أمريكي، ولد في هونولولو، ويحمل رتبة عسكرية ملازم أول.